# 哀しみのハートビート
「哀しみのハートビート」（かなしみのハートビート、英: Where Does My Heart Beat Now=私の鼓動は今どこに）は、セリーヌ・ディオンの英語圏デビューアルバム『ユニゾン』からのヒット曲。1990年10月6日にカナダで、同年11月19日にアメリカでファーストシングルとして発売され、その他世界各国で1991年に発売された。

## 概要
ロバート・ホワイト・ジョンソンとテイラー・ローズによって1988年に作詞・作曲され、翌年セリーヌ・ディオンによってレコーディングされる。プロデュースはクリストファー・ニール。
ディオンはスイスのローザンヌで開催されたユーロビジョン・ソング・コンテスト1989でこの「哀しみのハートビート」を初披露した。ここは前年のユーロビジョン・ソング・コンテスト1988で優勝曲の「私をおいて旅立たないで」を歌唱した場所でもある。
この曲のミュージック・ビデオは3つのバージョンが存在する。カナダ市場向けの白黒バージョン（1990年）、アメリカ市場向けプロモーション用のカラーバージョン（1990年12月）、そしてVHS『ユニゾン』（1991年）用にその2バージョンを織り交ぜたバージョンである。
「哀しみのハートビート」はアルバム『ユニゾン』のシングルの中で最も売れたシングルであり、セリーヌ・ディオンの英語市場における最初のヒットであった。2008年に発売されたディオンのベストアルバム『マイ・ラヴ：エッセンシャル・コレクション』では北米版にこの曲が収録された。
アメリカではビルボード・ホット100で4位に達し、ビルボード・アダルト・コンテンポラリーではさらに最高位2位を記録した。また、ノルウェーとカナダでもトップ10入りし、それぞれ最高位4位と6位を記録した。ニールセン・サウンドスキャンによればアメリカ国内で24万枚を売り上げた。ただし、ニールセン・サウンドスキャンが売り上げデータを収集し始めたのが1991年3月からであるため、シングルが発売されてから最初の4か月はその数字に含まれていない。
しかし、1991年3月にリリースされたイギリスでは最高位81位に留まり、その後1993年に再リリースされた際にも最高位72位に終わった。
- 調：変ロ長調（B♭）

## 収録曲
- 世界版CDシングル

1. 「哀しみのハートビート」 - 4:33
2. 「アイ・フィール・トゥー・マッチ」 - 4:09

- ヨーロッパ版CDマキシシングル

1. 「哀しみのハートビート」 - 4:33
2. 「あなたといれば」 - 4:08
3. 「アイ・フィール・トゥー・マッチ」 - 4:09

## チャート
| チャート（1990年）                                         | 最高位 |
| ---------------------------------------------------------- | ------ |
| カナダ・レコード小売シングルチャート                       | 6      |
| カナダ・レコードコンテンポラリーヒットラジオチャート       | 23     |
| カナダ・RPMトップシングル                                  | 22     |
| カナダ・RPMアダルトコンテンポラリー                        | 1      |
| アメリカ・ビルボードホット100                              | 4      |
| アメリカ・ビルボードホットアダルトコンテンポラリートラック | 2      |
| チャート（1991年）                                         | 最高位 |
| オーストラリア・シングルチャート                           | 62     |
| ベルギー・シングルチャート                                 | 21     |
| オランダ・シングルチャート                                 | 24     |
| フランス・シングルチャート                                 | 20     |
| アイルランド・シングルチャート                             | 13     |
| ニュージーランド・シングルチャート                         | 32     |
| ノルウェー・シングルチャート                               | 4      |
| 全英シングルチャート                                       | 72     |

| 年間チャート（1991年）        | 順位 |
| ----------------------------- | ---- |
| アメリカ・ビルボードホット100 | 37   |